# Otto Eckstein
Pour les articles homonymes, voir Eckstein.
Otto Eckstein, né le 1er août 1927 et mort le 22 mars 1984, est un économiste américain d'origine allemande. 
Il était l'un des principaux développeur et promoteur de la théorie de l'inflation sous-jacente (Eckstein 1981). Il a proposé que, lors de la détermination précise des paramètres de long terme comme l'inflation, les changements des prix des articles soumis à une volatilité marquée, tels que les aliments et l'énergie, soient exclus du calcul.

## Biographie
Eckstein est né en Allemagne en 1927, issu d'une famille d'affaire juive. En 1938, lorsqu'il était âgé de 11 ans, lui et plusieurs autres membres de sa famille ont fui le régime nazis, d'abord en émigrant en Angleterre, puis, un an plus tard, en se rendant aux États-Unis, où il eut son domicile permanent. 
Il a eu une licence de l'Université de Princeton et un doctorat de l'Université Harvard et est devenu professeur d'économie à l'Université Harvard, conseiller économique pour Lyndon B. Johnson, et un membre présidentiel au Council of Economic Advisers de 1964 à 1966. En 1969, il co-fonde avec Donald Marron (en) Data Resources Inc. (en),, le plus grand distributeur de données économiques non-gouvernementale dans le monde. 
En 1975, il a été élu Fellow of the American Statistical Association (en). En 1979, il a vendu DRI pour plus de 100 millions de dollars pour McGraw Hill.
Eckstein était marié et avait trois enfants. Il est mort d'un cancer en 1984, à l'âge de 56 ans.

## Publications
- Water and Resource Development, 1958
- Inflation, the Wage-Price Spiral and Economic Growth, 1958
- Staff Report on Employment, Growth and Price Levels, 1959
- A Simulation of the U.S. Economy in Recession, avec J. S. Duesenberry et G. Fromm, 1960
- The Determination of Money Wages in American Industry, avec T. Wilson, 1962
- The Price Equation, avec G. Fromm, 1968
- The Inflation Process in the United States, avec R. Brinner, 1972
- Industry Price Equations, avec D. Wyss, 1972
- The Data Resources Model: Uses, structure, and the analysis of the US economy, avec E.W. Green and A. Sinai, 1974
- Econometric Models and the Formation of Business Expectations, 1976
- National Economic Information Systems for Developed Countries, 1977
- The Great Recession, 1978
- Long-Term Properties of the Price-Wage Mechanism in the United States, 1891 to 1977, avec J. Girola, 1978
- Public Finance, 1979.
- Otto Eckstein, Core inflation, 1981
- Econometric Models for Forecasting and Policy Analysis: The present state of the art, 1981
- Otto Eckstein, The DRI Model of the U.S. Economy, 1983
- Otto Eckstein et Allen Sinai, « The American Business Cycle: Continuity and Change », University of Chicago Press, Robert J. Gordon,‎ 1990 (ISBN 978-0-226-30453-3, lire en ligne)